# Sebestyén Géza (színművész, 1878–1936)
Sebestyén Géza, Stern Jakab (Kurd, 1878. február 11. – Budapest, 1936. április 2.) színész, színigazgató.

## Életpályája
Stern Zsigmond és Wirth Gizella fiaként született. A Sebestyén család öt fiúgyermeke közül négy, Géza, Jenő, Dezső és Mihály választotta a színészi pályát, a legfiatalabb, Béla, az MTK és a magyar válogatott híres futballistája lett. Sebestyén Géza a Színiakadémia elvégzése után Pécsett debütált 1899. április 1-jén Shakespeare Velencei kalmárjában, Shylock szerepében. 1902-ben a Buda–Temesvári társulatban játszott, majd 1905-ben került pályafutása fontos állomására, Kolozsvárra. A Farkas utcai kőszínház egyik fontos előadása volt a Bánk bán, amelyben Sebestyén Géza Petur bánt alakította (Gertrudist vendégként Jászai Mari játszotta, egyéb szerepekben Rajnai Gábort, Janovics Jenőt, Aczél Ilonát, Király Ernőt láthatta a közönség). Innen került 1909-ben a Pesti Magyar Színházhoz, ahol vezető színész lett, s közben játszott a Nemzeti Színházban is. Főleg az intrikus szerepekben alakított nagyot, pedig ez élesen szemben állt civil egyéniségével: vidám, társaságkedvelő, bohém ember volt. 1911. november 21-én Budapesten, a Terézvárosban házasságot kötött Dénes Jolán (1882–1956) színésznővel, Kohn Lajos és Berger Janka lányával.
1914-ben átvette a Krecsányi Ignác-féle Buda–Temesvári Színház vezetését, majd 1920-ban ő lett a Buda–Miskolci Színház igazgatója is. A temesvári és a miskolci társulatból remek együttest kovácsolt össze. A Budai Színkör fából készült épületét átalakíttatta, ahol a miskolci repertoárdarabok utáni nyári produkciókkal, elsősorban operettekkel aratott nagy sikereket. Többek között Honthy Hanna, Kabos Gyula és Csortos Gyula neve vonzotta a közönséget. Sebestyén kiváló kapcsolatot teremtett a közönséggel, igen népszerű direktor volt Miskolcon és Budán is. 1924. november 14-én a pesti Városi Színháznak is ő lett az igazgatója. Ezt a „többszínházas” lehetőséget kiválóan használta fel darabok és színészek cseréjére. Sebestyén Géza 1926-ban távozott Miskolcról, helyét öccse, Mihály vette át. Tíz évvel később hunyt el Budapesten. Emlékére Sebestyén Géza-emlékünnepséget rendeztek a Miskolci Nemzeti Színházban, ami tulajdonképpen a Sebestyén-éra végét is jelentette Miskolcon. A második zsidótörvény értelmében ugyanis zsidó ember nem tölthetett be színházakban olyan állást, amely befolyással volt az adott színház szellemi irányvonalára.
Egész pályafutása során szívélyes kapcsolatot ápolt a színházért felelős személyekkel, intézményekkel is. 1931-től 1936-ig elnöke volt az Országos Színészegyesületnek, ezt megelőzően pedig huszonöt évig a tanácsosa volt. Amikor az új Nemzeti Színház felépítésére gyűjtést indítottak, ő volt az első adakozó: 1923 januárjában tízezer koronát ajánlott fel a nemes célra.

## Fontosabb szerepei
- Shylock (William Shakespeare: A velencei kalmár)
- Harpagon (Molière: A fösvény)
- Lucifer (Madách Imre: Az ember tragédiája)
- Le Bret (Edmond Rostand: Cyrano de Bergerac)
- Barna Gábor (Földes Imre: Hivatalnok urak)
- Metternich (Rostand: A sasfiók)
- Csorba Márton (Csepreghy Ferenc: A sárga csikó)

## Jegyzetek

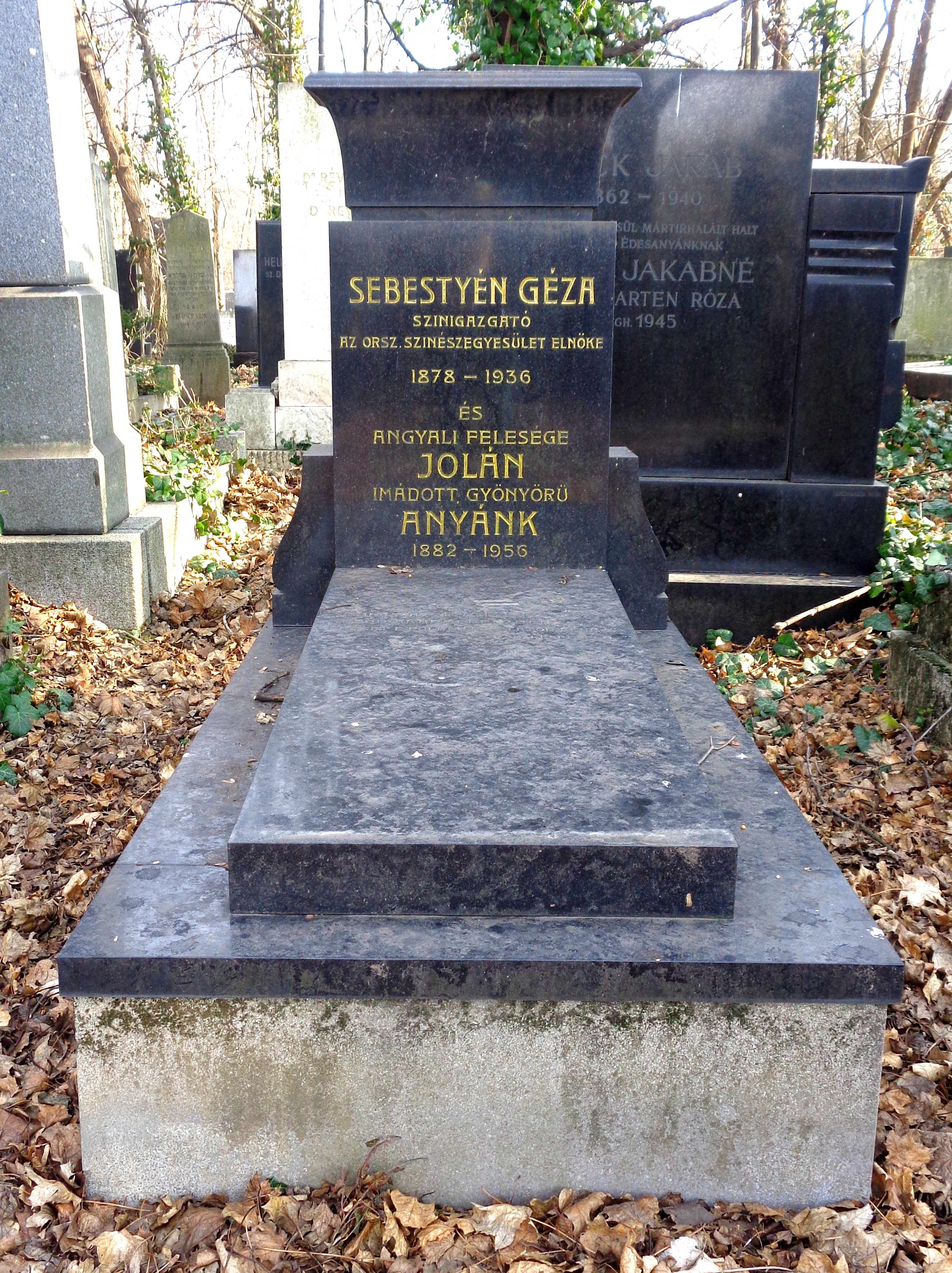
Sírja a Kozma utcai izraelita temetőben (1A-1-20)